# DEMOVIR

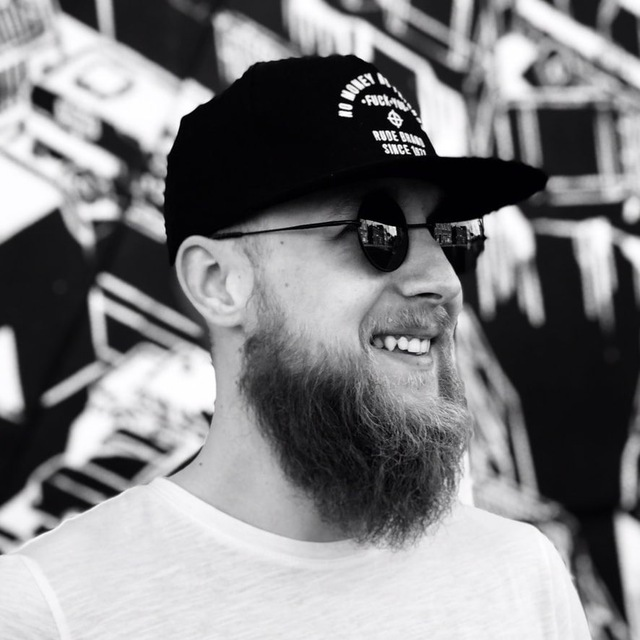

DEMOVIR — український репер, засновник реп-батлу PANAMABATTLE.

## Дискографія

### Альбоми
- «КОРАБЕЛЬ Ї» (2024)[3]

### Сингли
- «У кучерях» (2024)
- «19:32» (2024)
- «КОРАБЕЛЬ» (2024)
- «ЦЕНЕТО» (2024)
- «ТАЄМНЕ ПОСЛАННЯ» (2024)
- «Король джунглів» (2024)
- «МІСЯЦЬ» (2024)
- «ЗДОРОВ'Я» (2024)
- «ХІТ» (2024)
- «ШАРОВАРИ» (2024)
- «ТЕМАТИКА МАТЕМАТИКІВ» (2024)
- «НАВИВОРІТ» (2024)
- «ХВИЛЯ» (2024)
- «ТИ МЕНЕ ПАМ'ЯТАЄШ?» (2024)
- «PRIME[4]» (2025)